# Sabellaria fissidens
Sabellaria fissidens är en ringmaskart som först beskrevs av Grube 1870.  Sabellaria fissidens ingår i släktet Sabellaria och familjen Sabellariidae. Inga underarter finns listade i Catalogue of Life.